# 遠藤謙
遠藤 謙（えんどう けん、1978年〈昭和53年〉7月10日- ）は、ロボットや義足を専門とする日本の研究者、エンジニア。マサチューセッツ工科大学Ph.D。ソニーコンピュータサイエンス研究所アソシエイトリサーチャー、株式会社Xiborg代表取締役として、ロボット義足、途上国用義足、競技用義足（パラリンピック用）の研究開発に取り組む。子供にスポーツ義足を貸し出す「ギソクの図書館」を設立し、静岡県でも「Blade for All」を立ち上げた。乙武洋匡とは「OTOTAKE PROJECT」も推進している。D-legやSee-Dの代表、北海道科学大学や熊本大学の客員教授を歴任。2014年には世界経済フォーラムの「ヤング・グローバル・リーダーズ」に選出されている。

## 来歴・人物

### 生い立ち・日本での学生時代
静岡県沼津市出身。加藤学園幼稚園、加藤学園暁秀初等学校、沼津市立第三中学校、静岡県立沼津東高等学校、慶應義塾大学理工学部機械工学科卒業。慶應義塾大学大学院理工学研究科修士課程修了。慶應義塾大学大学院理工学研究科博士課程中退。
幼少期はプラモデルやミニ四駆などのもの作りが好きで、中学校・高校ではバスケットボールに打ち込んだ。井上雄彦のバスケットボール漫画もよく読んでおり、『リアル』で骨肉腫や義足の存在を知ったという。高校卒業後は、父と兄の母校でもある慶應義塾大学に入学。2001年に慶應義塾大学理工学部機械工学科を卒業、同大学大学院に進学する。
同年、北野宏明がリーダーを務める科学技術振興事業団「ERATO北野共生システムプロジェクト」に参加し、ヒューマノイドロボット「PINO」の開発に携わる。二足歩行ロボットの進化的計算に取り組み、特許も出願、取得している。また、松井龍哉がデザインしたロボット「Posy」の制御にも携わった。
ERATOのプロジェクトでは2002年12月から2003年5月まで学生技術員の扱いで、古田貴之が率いるSymbolic Intelligence Groupに所属。同グループは2003年6月に千葉工業大学未来ロボット技術研究センターに移籍し、遠藤も2004年から同センター研究員を務める。この間、慶應義塾大学では2003年に修士課程を修了し博士課程に進学し、学部と大学院では前野隆司の研究室に所属していた。

### マサチューセッツ工科大学時代

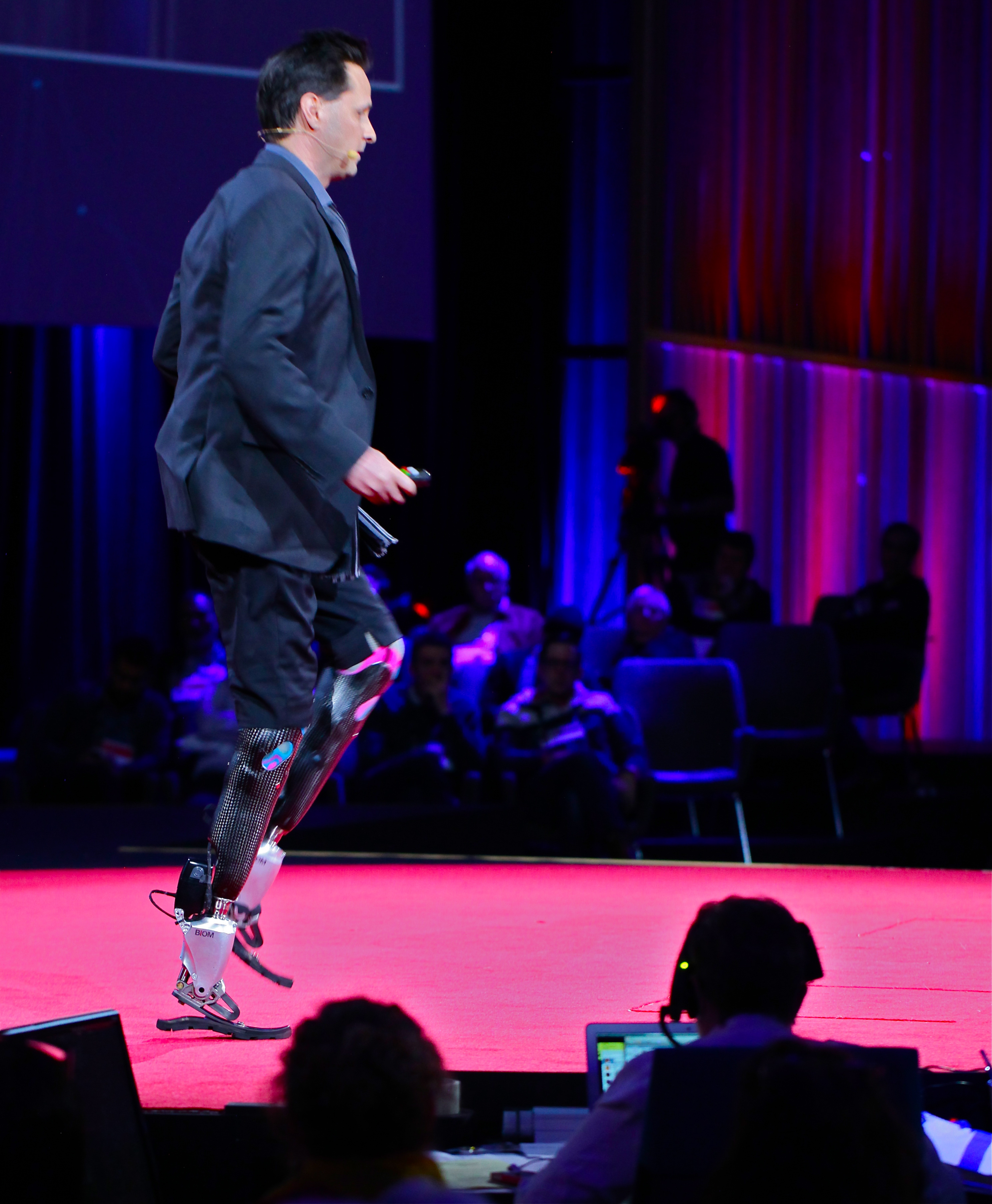
2014年のTEDカンファレンスにおいて、ロボット義足を披露するヒュー・ハー教授。

骨肉腫を患った高校の後輩が足を切断することになったのをきっかけに、義足開発の道へ進むことを決意。2005年に慶應義塾大学の博士課程を中退してマサチューセッツ工科大学（MIT）メディア・ラボへ留学し、ヒュー・ハー教授の下で電気情報工学の博士候補生としてバイオメカニクス・ロボット義足の研究を開始する。ヒュー・ハーが2007年に開発していた「MITパワードアンクル」の疲れやすいという問題点の解消を目指した。
遠藤はまず人間の歩行を解析し、足で地面を蹴り出すことが歩行であるという仮説から、ばねやモータを大幅に軽量化した義足を開発。義足の装着者からも「自分の足で歩いているよう」という評価を得る。遠藤が基礎研究に参加したロボット義足は後の2012年にヒュー・ハーによって起業化、製品化されており、遠藤自身も博士課程の研究成果でMIT Technical Review誌の「2012年35歳以下のイノベーター35人」に選出された。
MITには1月に学生自身が授業を開講する制度があり、遠藤は小型ヒューマノイドロボットを扱う「Robo-one Workshop」を立ち上げたり、発展途上国に関する講義「D-lab」の講師を務めた。D-labでは発展途上国に出向いて実際に義足を製作し、D-labを日本へ紹介する活動にも取り組んだ。また、途上国適正技術開発のコンテストであるSee-Dコンテストにも携わった。

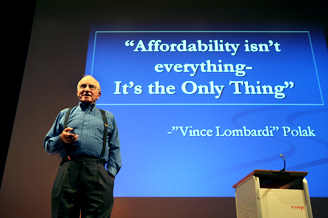
ポール・ポラック。iDE（International Development Enterprize）の設立や、著書『世界一大きな問題のシンプルな解き方』で知られる。

一方で、2011年にポール・ポラックの著書『世界一大きな問題のシンプルな解き方』の日本語翻訳本で序文を担当している。留学生活は厳しく、ストレスによる突発性難聴になることもあったが、2012年6月にPh.Dの学位を取得する。なお、この時点で既婚、1児の父であった。

### 義足エンジニアとして
2012年、学位を取得した遠藤はソニーコンピュータサイエンス研究所（以下、SonyCSL）の研究員に就任。ロボット義足の実用化に向け、足首のばねを使用して軽量化した義足の開発を続ける。一方、途上国義肢の開発・普及を行うD-legの代表も務め、See-Dコンテストでも代表に就任した。2013年頃から、「義足エンジニア」と呼ばれるようになる。

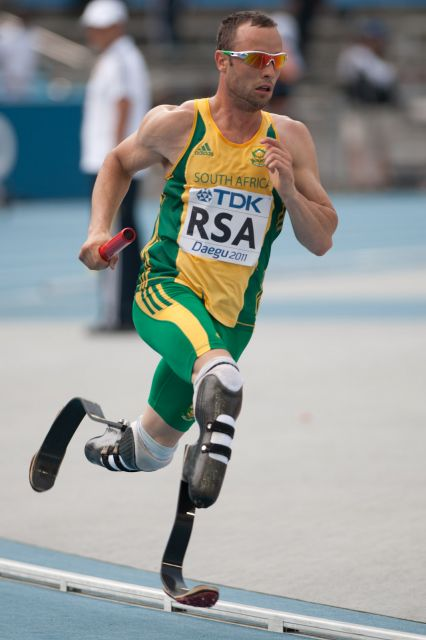
義足のブレードランナーと呼ばれたオスカー・レオナルド・カール・ピストリウス（写真は2011年）。遠藤はオスカーの走りを目の当たりにし、影響を受けた。オスカーもオズール社製の義足をしているが、同社製は体重に応じて使い分けるだけのため、遠藤は身長や筋量なども含めた個人に合わせた競技用義足の開発を志向している。

義足の選手が健常者のメダリストを超えることを目指していた遠藤は、2012年9月に元陸上選手の為末大と出会う。チェアスキー開発に携わっていた杉原行里をメンバーに加え、2014年5月に株式会社 Xiborgを起業、代表取締役に就任する。2020年東京パラリンピックでのメダル獲得を目標にパラリンピック出場者用義足の開発に取り組む。豊洲に拠点を構え、カーボンブレードの製作には東レ・カーボンマジックと連携している。
2016年には開発した「Xiborg Genesis」の販売を開始し、同年9月のリオデジャネイロパラリンピックでは佐藤圭太が使用。2017年にロンドンで開催された世界パラ陸上競技選手権大会では、佐藤らの4×100mリレーは銅メダルを獲得。ジャリッド・ウォーレスもXiborg製品を使用し、100mで銅メダル、200mで金メダルを取得した。一方で遠藤は2017年にクラウドファンディングで約1750万円の資金を集め、同年12月に競技用義足を貸し出す「ギソクの図書館」を設立した。
さらに東京都立産業技術研究センターの「障害者スポーツ研究開発推進事業」で東レなどとも連携した共同研究に取り組み、2018年8月に「Xiborg ν」の受注生産を開始。Xiborgの所属義足ランナーの解析結果を基づくアスリート向けで、同年9月の日本パラ陸上競技選手権大会では佐藤圭太が優勝を果たしている（T-64クラスの100m、200m）。同年11月には前年に引き続き、義足アスリートによる「渋谷シティゲーム」を開催した。
一方、ロボット義足では独自のトルクセンサや小型能動膝継手を開発。さらに2016年からSonyCSLとXiborgの共同プロジェクトとして「SHOEBILL」を開発を進める。平成29年度には落合陽一が代表を務める科学技術振興機構（JST）のCREST「計算機によって多様性を実現する社会に向けた超AI基盤に基づく空間視聴触覚技術の社会実装」に参画。2018年には「SHOEBILL - ototake model」を乙武洋匡に装着してもらい、立位や歩行を実現させる「OTOTAKE PROJECT」を開始した。
2020年には東レ、トヨタなどの企業や地方自治体の支援を得て静岡県で「Blade for All」プロジェクトを立ち上げ、子供たちに競技用義足の無料貸し出しなどを行った。2021年9月、「OTOTAKE PROJECT」の成果発表会を日本科学未来館で開催。乙武は50メートル以上の歩行を披露し、その後のシンポジウムではスロープや2.5cm程度の段差一段でも歩けていることが明かされた。

## 経歴

### 略歴
- 2001年 - 慶應義塾大学理工学部機械工学科 卒業[1]。
- 2001年 - 科学技術振興事業団「ERATO北野共生システムプロジェクト」に参加[1]。
- 2002年12月 - 科学技術振興事業団「ERATO北野共生システムプロジェクト」学生技術員（2003年5月まで）[41][1]。
- 2003年 - 慶應義塾大学大学院修士課程 修了[1][79]
- 2004年 - 千葉工業大学未来ロボット技術研究センター 研究員[1]。
- 2005年 - 慶應義塾大学大学院博士課程 中退[30][31]。
- 2005年 - マサチューセッツ工科大学博士課程、同メディアラボに在籍[5]。
- 2012年6月 - マサチューセッツ工科大学よりPh.Dの学位を取得[4][30]。
- 2012年 - ソニーコンピュータサイエンス研究所 アソシエイトリサーチャー[5]。
- 2014年5月[61] - 株式会社 Xiborgを起業、代表取締役に就任[62][64][80]。
- ほか、以下の大学で客員教授を担当。
  - 北海道科学大学客員教授 - 義肢装具学科[23][24]
  - 熊本大学客員教授[25] - イノベーションリーダー育成プログラム[26][注 10]

### 受賞歴
- MIT Technical Review誌 - 「2012年35歳以下のイノベーター35人」[5][18]
- 世界経済フォーラム - 「2014年度ヤング・グローバル・リーダーズ」[19]
- 朝日新聞出版AERA - 「日本を突破する100人」[62]
- 総務省 - 平成28年度「異能vation」最終選考通過[81][注 11]。
- ニューズウィーク日本版 - 「世界が尊敬する日本人100人」（2019年）[59]
- ビジネスインサイダー - 「ビジネスを変えるアジアの100人」（2020年）[82][83][注 12]
- 岩佐教育文化財団 - 第5回SDGs岩佐賞 芸術・スポーツの部（Xiborgとしての受賞）[84][85]
- ヤマハ発動機スポーツ振興財団 - 第16回スポーツチャレンジ賞[86]

### メディア出演
- "走る！跳ぶ！天才エンジニアが生んだ"最先端義足"「身体障がい」という言葉をなくしたい～世界的イノベーターが義足の概念を覆す！". 夢の扉+. 11 November 2012. TBS。[注 13]
- "義足エンジニア 遠藤謙さん 「Mens et Manus（知識と実践）」". 経済フロントライン. 14 May 2016. NHK BS1。
- "世界が驚いた! ロボット開発者スペシャル". プロフェッショナル 仕事の流儀. 31 October 2016. NHK総合。
- "義足エンジニア・遠藤謙". みらいのつくりかた. 23 March 2017. テレビ東京。[注 14]
- "Descubre estas prótesis de alta tecnología para atletas paralímpicos". Guía de regalos. 3 August 2021. CNN。（スペイン語）
- "The Technicians Supporting Top Para-Athletes: Parasports Innovators - Ozawa Toru, Endo Ken & Hamada Atsushi". NHK WORLD JAPAN. 25 August 2021. NHK。（英語）
- "ギソクの図書館とはどんな場所ですか？". GROWING REED. 2 February 2025. J-WAVE。

### 主な招待講演
- 2014年5月31日 - TEDx TOKYO 2014[55][87]
- 2014年7月11日 - MIT Media Lab@Tokyo 2014[88][89]

## 主な著作

### 学位論文
- Endo, Ken (2012). A model of muscle-tendon function in human walking. MIT 2015年1月8日閲覧。

### 著書
- 遠藤謙 文、米村知倫 イラスト『だれよりも速く走る 義足の研究』偕成社〈みんなの研究〉、2022年6月、ISBN 9784036363308。

（序文執筆）
- イアン・スマイリー 著、千葉敏生 訳『貧困を救うテクノロジー』イースト・プレス、2015年8月、ISBN 9784781613529。[90]
- ポール・ポラック（英語版） 著、東方雅美 訳『世界一大きな問題のシンプルな解き方 ― 私が貧困解決の現場で学んだこと ―』 英治出版、2011年、ISBN 978-4-86276-106-4。[52][注 9]

### 論文・解説
- 遠藤謙、川内野明洋、前野隆司「進化的計算法を用いたリンク型移動ロボットの形態と運動パターンのデザイン法」『日本ロボット学会誌』第22巻第2号、2004年、 273-280頁。
- 遠藤謙「MITのIAPとロボット研究への試み」『日本機械学会誌』第110巻第1063号、2007年6月、 448-449頁。
- 遠藤謙、土谷大、陸翔 (2010年7月27日). “日本の大学にも適正技術教育の導入を”. 私の提言 第28回. 国連フォーラム. 2017年3月22日時点のオリジナルよりアーカイブ。2025年5月26日(UTC)閲覧。
- 遠藤謙「障害者への気配り」『情報処理』第54巻第7号、2013年、巻頭、NAID 110009579880。
- 遠藤謙、菅原祥平、北野智士「義足足部開発の動向」『日本ロボット学会誌』第32巻第10号、2014年12月、 855-858頁。
- 遠藤謙 (2016年9月8日).“テクノロジーで高速化するパラ100m走”. SPORTS INNOVATERS. 日経BP社. 2018年10月5日閲覧。
- 遠藤謙「義足・ロボット義足」『バイオメカニズム学会誌』第43巻第2号、2019年、107-110頁。
- 遠藤謙 (2021年8月27日). “義足エンジニア・遠藤謙による「東京パラ注目の義足アスリートの見どころ！」”. Paraphoto. 国際障害者スポーツ写真連絡協議会. 2021年8月28日(UTC)閲覧。
- 遠藤謙「電子制御膝継手の可能性について」『日本義肢装具学会誌』第36巻第4号、2020年、258-261頁。
- 遠藤謙、佐藤圭太「スポーツ義足民主化のためのクラウドファンディング活用事例」『日本ロボット学会誌』第43巻第4号、2025年、378-381頁。